# Chirurgie pédiatrique

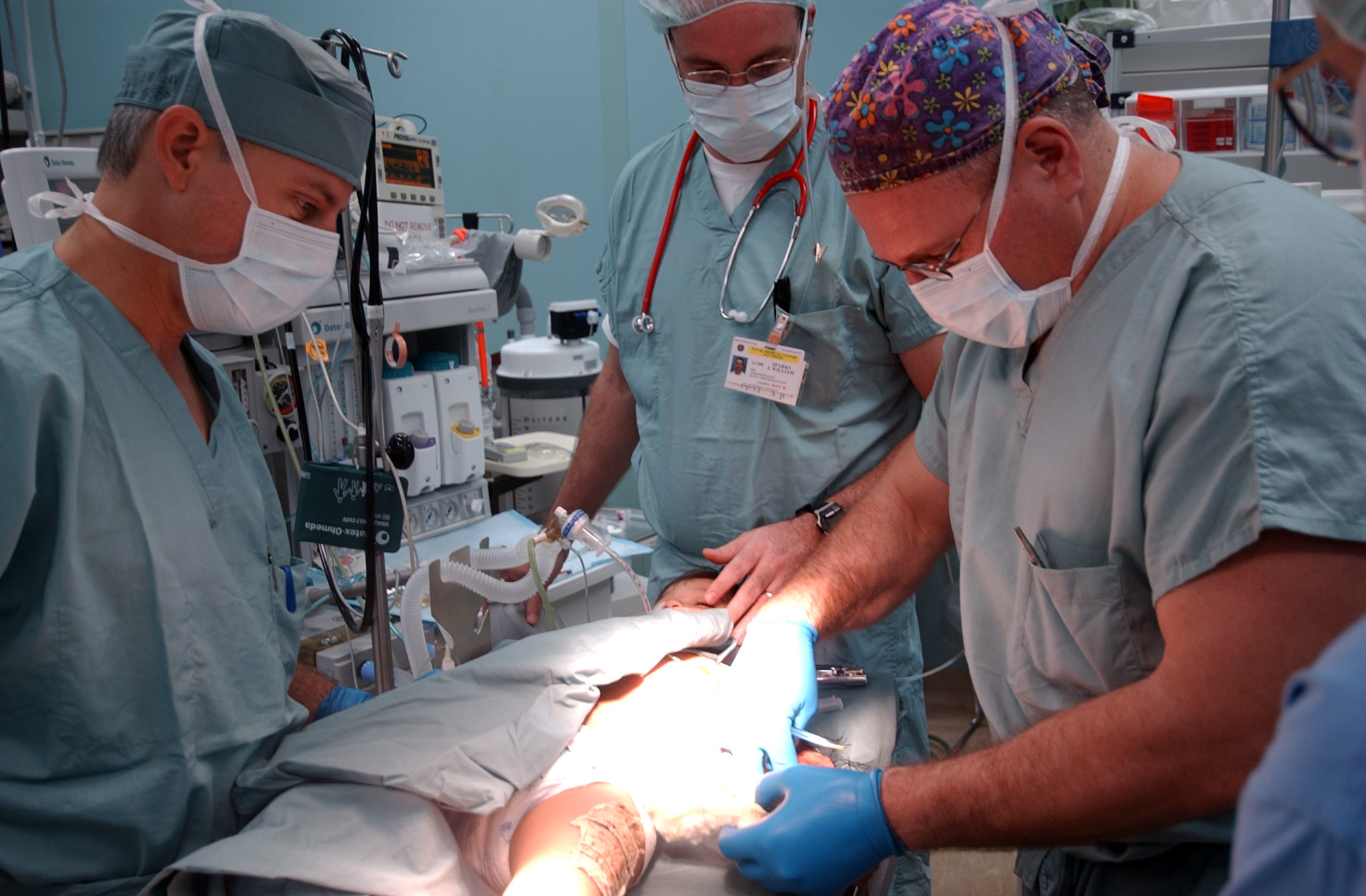
Traitement des plaies liées à une brûlure sur une enfant indonésienne

La chirurgie pédiatrique est une branche de la chirurgie qui se limite à une tranche d'âge s'étendant de la période prénatale à l'adolescence. La chirurgie pédiatrique peut également s'intituler chirurgie infantile.

## Histoire
Comme de nombreuses disciplines médicales, la chirurgie pédiatrique prend son essor à la fin du XIXe siècle. L’hôpital Necker-Enfants malades se trouve en tête des efforts menés dans ce domaine grâce aux travaux de Paul Guersant, Joaquim Giraldes (pt) et Louis-Alexandre de Saint Germain,.
En 1881 se déroule la première intervention de chirurgie esthétique pédiatrique qui est une otoplastie. 
En 1893, le premier titulaire d'une chaire de chirurgie infantile en France est le professeur Timothée Piéchaud, à Bordeaux. Il publie en 1900 dans la collection Testut le premier Précis de chirurgie infantile, qui reste longtemps une référence.
Édouard Kirmisson, titulaire de la chaire de clinique chirurgicale des maladies de l’enfant en 1899 publie un second manuel de chirurgie pédiatrique en 1906. Ce manuel couvre la radiologie, les malformations congénitales et l'ostéomyélite.
Marie Nageotte-Wilbouchewitch, première chirurgienne en France, se forme en chirurgie pédiatrique auprès de Georges Félizet et Louis-Alexandre de Saint Germain au début du siècle. 
L’occurrence de deux guerres mondiales freine les efforts pour moderniser la chirurgie pédiatrique. La Société française de chirurgie pédiatrique est créée en 1959 sous le nom de Société française de chirurgie infantile.
La première femme professeure de chirurgie pédiatrique est Claire Nihoul-Fékété en 1971.

## Maladies
La plupart des pathologies chirurgicales pédiatriques sont très spécifiques et différentes de celles de l'adulte.
Les malformations congénitales sont généralement décelées et traitées pendant l'enfance.
Bon nombre de pathologies, telle la sténose hypertrophique du pylore, se présentent à des âges spécifiques.
L'anamnèse d'un enfant (infant en latin : « qui ne parle pas ») provient d'un tiers, le plus souvent de la mère.

## Actes chirurgicaux courants
- Chirurgie néonatale (nouveau-nés) : malformations digestives, urinaires et pulmonaires
- Chirurgie thoracique
- Chirurgie urologique (troubles urinaires)
- Orthopédie infantile, chirurgie des mains et traumatologie
- Traitement des maladies osseuses et des malformations infantiles
- Chirurgie lié aux handicaps et scolioses
- Chirurgie post brûlures

## Formation
La charge affective et émotive est très élevée.
Douze années d'études sont requises pour acquérir les compétences relatives à ce domaine,(DES de chirurgie générale avec un DESC de trois ans)